# Nyazeelandkopparand
Nyazeelandkopparand (Oxyura vantetsi) är en utdöd fågelart i familjen änder inom ordningen andfåglar. 

## Beskrivning
Nyazeelandkopparanden är endast känd från benlämningar som hittades första gången 1967 vid Lake Poukawa på Nordön i Nya Zeeland och finns än idag i samlingen vid Museum of New Zealand Te Papa Tongarewa. Först 2005 beskrevs den dock som en egen art. 

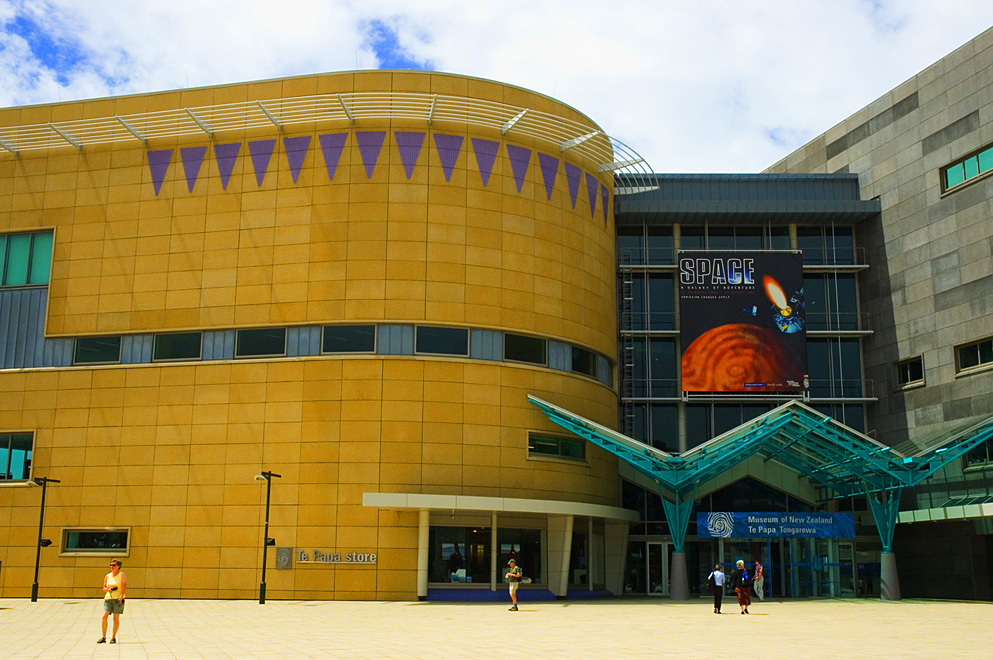
Museum of New Zealand Te Papa Tongarewa där lämningar efter nyzeeländsk kopparand förvaras.

Nyazeelandkopparanden var liksom övriga kopparänder i Oxyura en liten och kompakt and. Inte mycket är känt om arten, men den antas ha haft liknande egenskaper som sina släktingar, som distinkt styva stjärtfjädrar och tydlig skillnad i dräkt mellan könen. Fågeln är nära släkt med australisk kopparand (Oxyura australis) men dess ben var ungefär en tiondel mindre. Till skillnad från många andra nyzeeländska fågelarter finns inga tecken på att den var flygoförmögen.

## Levnadssätt
Inget är känt specifikt om nyazeelandkopparandens ekologi och beteende. Övriga kopparänder är dock nästan enbart vattenbundna, ofta till stora permanenta våtmarker. Under häckningssäsongen är australisk kopparand skygg, svårsedd och utspridd i tätbevuxna våtmarker, men kan forma stora flockar i det öppna resten av året. Australiska kopparanden är vidare polygam, häckar solitärt (ej i kolonier) och lägger vanligen fem till sex vita ägg som enbart ruvas av honan, som också tar hand om ungarna på egen hand. Hanen är känd för sin extraordinärt långa penis. 

## Utbredning och utdöende
Endast ett drygt 20-tal fynd har gjorts av benlämningar från nyazeelandkopparanden, alla utom ett från Lake Poukawa på Nordön. Ett enda ben har hittats på Sydön, möjligen från Wairau Bar nära Blenheim. Sällsyntheten tros bero på svårigheten att hitta fossila fynd i sjöar snarare än att arten skulle ha varit ovanlig. Arten tros ha dött ut under 1500-talet, innan européer kom till Nya Zeeland. Fyndet på Sydön kan ha kommit från en kökkenmödding, vilket tyder på att den jagades av människan.

## Namn
Artens vetenskapliga namn hedrar australiensiske ornitologen Gerard Frederick van Tets (1929–1995) som 1983 var den första att se att benen tillhörde en kopparand. Den nyzeeländska kopparanden tros ha dött ut under 1500-talet på grund av jakt.